# 澤沃伊鄉
45°31′N 22°25′E / 45.517°N 22.417°E
澤沃伊鄉（羅馬尼亞語：Comuna Zăvoi, Caraș-Severin），是羅馬尼亞的鄉份，位於該國西南部，由卡拉什-塞維林縣負責管轄，面積389平方公里，海拔高度466米，2007年人口3,948，人口密度每平方公里10人。